# Paula Fortes
Paula Fortes (1945–2011) là một nhà hoạt động độc lập của Cabo Verde.
Là người gốc Mindelo, Fortes trở thành trẻ mồ côi năm 13 tuổi và 16 tuổi tham gia cuộc đấu tranh chống lại người Bồ Đào Nha; cô tổ chức cho sinh viên tại Escola Piloto. Sau khi học xong, cô được đào tạo để trở thành một y tá. Cô sáng lập Organização das Mulheres de Cabo Verde, nơi cô làm lãnh đạo. Cô cũng phục vụ trong chính phủ trên đảo Sal, do đó trở thành người phụ nữ duy nhất giữ chức vụ trong chính phủ quốc gia ngay sau khi giành được độc lập. Fortes chết ở Bồ Đào Nha sau một thời gian bị bệnh. 2013 đã thấy ấn phẩm truy tặng của cuốn hồi ký của cô, Minha Passagem.